# アゲリフェリン
アゲリフェリン（ageliferin）は、ある種の海綿によって生産される有機化合物のひとつである。カリブで初めてアゲラス属（Agelas）海綿から単離され、後に沖縄産海綿からも単離された。アゲリフェリンは、しばしば類縁体のセプトリン（sceptrin）などと共に存在している（Agelas clathrodesおよびAgelas coniferaを参照）。抗菌作用を有しており、バイオフィルムを溶解させることができる。